# José Luñiz
José Artemio Luñiz (né en 1949 en Argentine) est un joueur de football argentin, qui évoluait au poste d'attaquant.

## Biographie
Il inscrit un total de 79 buts dans les championnats argentins. Il marque notamment 42 buts avec le club du Colón de Santa Fe.

## Palmarès
Juventud Antoniana
- Championnat d'Argentine :
  - Meilleur buteur : 1971 (Nacional) (10 buts).